# Ho Municipal (distrito)
O Ho Distrito Municipal é um distrito do Gana na Região do Volta. Ele circunda a cidade de Ho e Ho Ocidental